# Ramon Aramon
Ramon Aramon i Serra (Barcelona, 1907-2000) fue un filólogo español. Fue presidente de honor del Instituto de Estudios Catalanes.

## Biografía
Se formó en la facultad de Filosofía y Letras de Barcelona. Amplió sus estudios en la Universidad de Madrid, donde compartió clases con Ramón Menéndez Pidal, así como en las universidades de Berlín y Leipzig.
En 1934, fue ayudante de Pompeu Fabra en la Universidad Autónoma de Barcelona y más adelante se convirtió en profesor adscrito en esta misma universidad. Su actividad se centró especialmente en la filología, la bibliografía y la enseñanza de la gramática del catalán. Fue delegado del Instituto de Estudios Catalanes (IEC) en la Unión Académica Internacional. Fundó la revista Estudis Romànics (ER) en 1947. Fue vicepresidente de esta entidad y secretario del IEC entre 1942 y 1989. Fue presidente de honor del Instituto de Estudios Catalanes entre 1989 y 2000.
Entre otras distinciones recibió el Premio Ramon Fuster en 1982, el Premio de Honor de las Letras Catalanas que concede Òmnium Cultural en 1983. Ese mismo año recibió la Cruz de San Jorge y en 1990 la Medalla de Oro de la Generalidad de Cataluña.